# Жемчужная земля
Жемчужная земля (лат. Margaritifer Terra) — древняя, сильно кратерированная область на поверхности Марса. Диаметр — 2733,22 км, координаты центра — 2° ю. ш. 25° з. д. / 2° ю. ш. 25° з. д.. Граничит с землёй Аравия (на востоке), землёй Ноя (на юге), землёй Ксанфа (на западе) и равниной Хриса (на северо-западе).
В этой области сосредоточены хаосы, каналы и аллювиальные равнины, которые указывают на большие наводнения в прошлом. Это подтверждает и наличие эоловых отложений. Область имеет одну из самых плотных сетей долин на планете. В этом регионе совершили посадку такие исследовательские аппараты, как советская «Марс-6» и американская «Марс Пасфайндер». В кратерах Холден и Эберсвальде, находящихся на Жемчужной земле, вероятно, некогда были озёра, так как там видны речные дельты, а также обнаружены магнезиально-железистые смектиты — образование этих веществ без участия воды невозможно.
Жемчужная земля получила название в 1979 году. Оно связано с именем близлежащей детали альбедо Жемчужный залив (Margaritifer Sinus), а оно, в свою очередь, может быть связано с тем, что этот залив напоминает по форме полуостров Индостан, возле которого добывают жемчуг.